# SUGAR TITLE
『SUGAR TITLE』（シュガー・タイトル）は、KEYTALKの通算2枚目のミニアルバム。2011年11月9日にGrooovie Drunker Recordsから発売。

## 概要
前作『TIMES SQUARE』から約1年4か月ぶりの作品であり、前作同様TGMXによるプロデュース作品である。アルバムのタイトルは、UNCHAINの元ギタリスト佐藤将文の名前がきっかけとなっている。収録曲の「sympathy」と「アワーワールド」は、KEYTALKとしては初のツインボーカルの楽曲となっている。また、「sympathy」はミュージック・ビデオが制作され、「a picture book」はメンバー考案の振り付け動画が公開されている。

## 収録曲
1. PASSION
  - 作詞・作曲：首藤義勝
2. アゲイン
  - 作詞・作曲：寺中友将
3. sympathy
  - 作詞：首藤義勝、作曲：小野武正
4. ストラクチャー
  - 作詞・作曲：首藤義勝
5. 僕のなか
  - 作詞・作曲：寺中友将
6. a picture book
  - 作詞・作曲：首藤義勝
7. アワーワールド
  - 作詞：首藤義勝、作曲：小野武正